# Großsteingrab Kakerbeck
Das Großsteingrab Kakerbeck war eine megalithische Grabanlage der jungsteinzeitlichen Trichterbecherkultur bei Kakerbeck, einem Ortsteil von Ahlerstedt im Landkreis Stade (Niedersachsen). Es wurde Mitte des 20. Jahrhunderts zerstört und trägt die Sprockhoff-Nummer 659.

## Lage
Das Grab befand sich nördlich von Kakerbeck etwa 30 m östlich der Straße von Wohlerst nach Bargstedt nördlich eines Baches.

## Beschreibung
Schroller und Schweiger dokumentierten die Anlage am 27. August 1930 im Auftrag von Ernst Sprockhoff für dessen Atlas der Megalithgräber Deutschlands. Sie konnten nur noch eine in Resten erhaltene, nordwest-südöstlich orientierte Grabkammer feststellen. Die Hügelschüttung war bereits stark abgetragen und nur noch sehr flach erhalten. Sieben Steine waren noch vorhanden, davon standen drei an einer Langseite. Eine Bestimmung der ursprünglichen Größe der Anlage oder des Grabtyps war anhand des Befunds nicht möglich. Gerhard Körner konnte 1968 bei einer erneuten Begehung des Standorts keinerlei Reste des Grabes mehr feststellen.